# Compomer
Ein Compomer (auch: Kompomer) ist ein in der Zahnmedizin und der Zahntechnik verwendetes Füllungsmaterial. Es ist eine Kombination aus Glasionomerzementen und Kompositen. 
Entsprechend dieser Zusammensetzung vereinigt ein Compomer die Vorteile, aber auch die Nachteile beider Füllungsmaterialien. Compomere sind zahnfarben (opak) und werden hauptsächlich als Alternative zu Gold-, Amalgam- oder Keramikfüllungen verwendet, wenn nur eine zeitlich begrenzte Versorgung des Zahnes erforderlich ist, zum Beispiel beim Milchgebiss von Kindern. Dabei haben sie eine höhere Stabilität als reine Glasionomerzemente. Im Vergleich zu Kompositen haben sie jedoch einen höheren Verschleiß und damit eine höhere Abgabe von eventuell allergieauslösenden Bestandteilen in die Mundhöhle. Werden Compomere ohne Adhäsivtechnik eingesetzt, besteht die Gefahr der Randspaltbildung durch Materialschrumpfung, was zu einer Sekundärkaries führen kann.